# Beatenberg
Beatenberg är en ort och kommun i distriktet Interlaken-Oberhasli i kantonen Bern, Schweiz. Kommunen har 1 227 invånare (2023).
I kommunen finns även orten Sundlauenen som ligger vid Thunsjön.